# 구알도카타네오
구알도카타네오(이탈리아어: Gualdo Cattaneo)는 이탈리아 움브리아주 페루자도에 위치한 코무네다. 페루자로부터 남동쪽 12km 거리에 있다.